# 陈茂辉 (少将)
陈茂辉（1912年—2015年3月23日），福建省上杭县人，中国人民解放军将领、中国人民解放军开国少将。获二级八一勋章、二级独立自由勋章、一级解放勋章和一级红星功勋荣誉章。
1929年，加入中国共产主义青年团，同年参加中国工农红军，1931年，加入中国共产党。历经两次国共内战和抗日战争。中华人民共和国建立后，任中国人民志愿军第23军政委。1955年，授予中国人民解放军少将。历任江苏省军区副政治委员、第三政治委员、顾问、南京军区政治部顾问等职。2015年3月在南京逝世。